# Йохан Кристоф фон Валдбург-Цайл-Траухбург
Йохан Кристоф фон Валдбург-Цайл-Траухбург (на немски: Johann Christoph Freiherr von Waldburg, Graf zu Zeil & Herr zu Trauchburg; * 19 юни 1660; † 14 февруари 1720) е фрайхер на Валдбург и граф на Цайл, господар на Траухбург и имперски наследствен трушсес.
Той е син на фрайхер и граф Паул Якоб фон Валдбург-Цайл-Траухбург (1624 – 1684) и съпругата му графиня Амалия Луция ван ден Бергх (1633 – 1711), дъщеря на граф Хендрик ван ден Бергх (1573 – 1638) и графиня Хиеронима Катарина фон Шпаур и Флавон († 1683).

## Фамилия
Йохан Кристоф фон Валдбург-Цайл-Траухбург се жени на 5 август 1685 г. в Шомбург, Донаукрайз за Мария Франциска Елизабет фон Монфор (* 13 януари 1668; † 21 август 1726), дъщеря на граф Йохан VIII фон Монфор-Тетнанг (1627 – 1686) и графиня Мария Катарина фон Зулц (1630 – 1686), дъщеря на граф Карл Лудвиг Ернст фон Зулц (1595 – 1648), ландграф в Клетгау, и графиня Мария Елизабет фон Хоенцолерн-Зигмаринген (1592 – 1659). Те имат 11 деца:
- Йохан Якоб фон Валдбург-Цайл-Траухбург (* ноември 1686; † 16 октомври 1750), граф и фрайхер на Валдбург-Цайл-Траухбург, имперски наследствен трухсес, женен на 14 септември 1711 г. за графиня Мария Елизабет фон Кюенбург (* 30 май 1693; † 6 март 1719)
- Фробен Мария фон Валдбург-Цайл (* 5 октомври 1687; † 2 март/май 1688)
- Хайнрих Антон Йозеф фон Валдбург-Цайл (* 3 ноември 1688; † 26 ноември 1724)
- Мария Франциска Терезия фон Валдбург-Цайл (* 1690; † 8 февруари 1762), имперска наследствена трухсесин, омъжена за Максимилиан Антон Аегидиус Фугер-Кирхберг-Вайсенхорн (* 16 септември 1682; † 27 февруари 1717)
- Фробен Мария фон Валдбург-Цайл (* 4 декември 1692; † 31 май 1693)
- Йозеф Ернст фон Валдбург-Цайл (* 23 март 1694; † 24 юни 1695)
- Мария Анна фон Валдбург-Цайл (* 6 май 1696; † 20 февруари 1762), графиня, имперска наследствена трухсесин, омъжена за Волфганг Хайнрих Вилхелм фон Мандершайд-Кайл (* 29 юни 1678; † 17 юли 1742)
- Мария Антония фон Валдбург-Цайл (* 19 септември 1697; † 1698)
- Карл Ернст Йозеф фон Валдбург-Цайл (* 4 ноември 1700; † 27/28 септември 1750)
- Мария Катарина фон Валдбург-Цайл (* 28 септември 1702, дворец Цайл; † 24 февруари 1739, Кастеел Боксмеер), омъжена на 14 май 1724 г. в 'с-Хееренберг за граф Франц фон Хоенцолерн-Берг (* 7 декември 1704, Зигмаринген; † 10 февруари 1737, Кастеел Боксмеер)
- Мария Йозефа фон Валдбург-Цайл (* 2 април 1704; † 17 юли 1704)